# Ciro Bayo
Ciro Bayo y Segurola (Madrid, 16 de abril de 1859-Madrid, 4 de julio de 1939) fue un viajero, aventurero, traductor y escritor español. Llevó una vida bohemia viajando por España, Europa y América. Destacó como fino escritor costumbrista y pionero de la moderna literatura de viajes.

## Biografía
Afirmaba Ciro Bayo, haber nacido de un primer matrimonio de su madre, que cuando cumplió él 15 años quedó viuda y pronto contrajo segundas nupcias. A tenor del testimonio de su buen amigo Pío Baroja, Bayo, al menos en tiempos jóvenes, manifestaba con orgullo ser hijo natural del banquero y senador real Adolfo Bayo. Pero, ante la disparidad de versiones del propio Bayo, podría ser también un adorno biográfico inventado, siendo en realidad hijo de Vicente Bayo, natural de Toledo, y Ramona de Segurola, oriunda de Pasajes, en Guipúzcoa.
Según relata el propio Bayo en una entrevista realizada en 1934 por la revista Estampa, a los 16 años, viviendo en Valencia, se escapó de casa y se alistó con los carlistas, en las filas de Antonio Dorregaray, siendo hecho prisionero durante la toma de Cantavieja en 1875. Fue encarcelado en la  fortaleza de la Mola en Mahón, siendo liberado al finalizar la tercera guerra carlista. Al acabar la guerra viaja a La Habana como traspunte de una compañía de cómicos, viaje que describirá en su novela De Barcelona a La Habana.
Cursó y finalizó la carrera de Derecho en la Universidad de Barcelona, aunque las fechas que recoge la entrevista son parcialmente incompatibles con su fecha de nacimiento y con el supuesto periodo de alistamiento en las tropas carlistas y por ello parece más cierto que en 1875 se matriculase en Barcelona en "Anatomía y Disección", y sólo en la segunda mitad de 1878, a su vuelta de La Habana, en Derecho, que debió de terminar. En 1884 aparece en Madrid, pero por poco tiempo, pues realiza en esos años una serie de viajes por Europa, durante los que aprende sobre todo francés e inglés, lenguas que luego le serían muy útiles para su actividad y sustento como traductor. En 1889, en su segundo viaje a Ultramar, llega a Argentina, donde solicita trabajo como maestro en la Dirección General de Escuelas de la Provincia de Buenos Aires, obteniendo una escuela rural en el pueblo de Bragado.
Desde Argentina se propuso llegar a caballo a la Exposición Mundial Colombina de Chicago, aunque no lo consiguió, pues se quedó en la tercera de sus paradas, en Sucre (Bolivia), según relata él mismo; allí fundó un colegio, vivió muchas aventuras y ejerció distintos oficios. Viajero incansable por Sudamérica, los diez años de esta segunda estancia americana fueron recordados en distintas obras escritas a partir de 1912, y sobre todo en su Por la América desconocida (1927). En 1900 fija de nuevo su residencia en Madrid.
Fue muy amigo de los hermanos Pío Baroja y Ricardo Baroja, con los que realizó uno de sus famosos viajes, desde Madrid hasta Yuste (Cáceres), cuyas peripecias reflejó Bayo brillantemente en El peregrino entretenido (Viaje romancesco) (Madrid, 1910), y fueron recordadas también por R. Baroja, y por el sobrino de ambos, Julio Caro Baroja, que también dejó escritos algunos recuerdos sobre él. Unamuno y Azorín lo elogiaron como escritor. 
Los últimos 12 años de su vida los pasó, con una relativa comodidad hasta los tiempos de la Guerra Civil, acogido, desde el 23 de agosto de 1927, en una residencia de ancianos que, bajo el nombre de "Instituto Cervantes", había abierto en 1916 en Madrid la Asociación de Escritores y Artistas Españoles. Sin embargo, hacia el final de la guerra la situación de esta residencia debía de ser económicamente insostenible, y él, ya con 80 años, muy enfermo y medio ciego, fue trasladado al Hospital General de Madrid, donde, a causa de un coma diabético, falleció el 4 de julio de 1939.

## Obra
- Las bodas de Quiteria. Episodio lírico cervantino en un acto y tres cuadros (1903) (Madrid, Ediciones 98, 2010).
- Higiene sexual del soltero (antes de 1910. 2.ª edición, Madrid, Mundo Latino, 1925)
- Diccionario-conversación Español-Francés (antes de 1910)
- Historia argentina. En verso. Dedicado a la juventud argentina (Bs. As., Giraldi, 1910)
- El peregrino entretenido: viaje romancesco (1910).Enlace al texto íntegro en la nueva edición de José Esteban (véase Nuevas Ediciones).
- Vocabulario criollo-español sud-americano (1910). Enlace al texto íntegro en Internet Archive
- Lazarillo español. Guía de vagos en tierras de España por un peregrino industrioso (1911). Enlace al texto íntegro en Internet Archive
- El peregrino en Indias (en el corazón de la América del Sur (1911).
- Con Dorregaray: Una correría por el Maestrazgo (1912).
- La Colombiada (1912). Enlace al texto íntegro en Internet Archive
- Chuquisaca, ó La Plata perulera; cuadros históricos, tipos y costumbres del Alto Perú (Bolivia) (1912). Enlace al texto íntegro en Internet Archive
- Orfeo en el infierno (novela) (Madrid, Sucesores de Hernando, 1912).
- Romancerillo del Plata, contribución al estudio del Romancero Río Platense (1913). Enlace al texto íntegro en Internet Archive
- Los marañones (Leyenda áurea del Nuevo mundo) (1913).
- Los Césares de la Patagonia (Leyenda áurea del Nuevo mundo) (1913).
- Higiene sexual del casado (1913)
- Los caballeros del Dorado (1915). Enlace al texto íntegro en Internet Archive
- Examen de próceres americanos; los libertadores (1916). Enlace al texto íntegro en Internet Archive
- Aucafilú (época de Rosas) (1916)
- Las grandes cacerías americanas (del Lago Titicaca al Río Madera) (1927).
- Por la América desconocida (1927)
- Bolívar y sus tenientes. San Martín y sus aliados (1929).
- Historia moderna de la América española (desde la independencia hasta nuestros días) (1930).
- Manual del lenguaje criollo de Centro y Sudamérica (1931).
- La reina del Chaco (1935).
- De Barcelona a La Habana (véase en "Nuevas ediciones").

## Nuevas Ediciones
- Bayo, Ciro (2002).  José Esteban, ed. El peregrino entretenido (Viaje Romancesco). Biblioteca de Rescate. Sevilla: Renacimiento. p. 267. ISBN 84-8472-041-1. Consultado el 20 de diciembre de 2010.
- Bayo, Ciro (2004).  José Esteban, ed. El peregrino en Indias. Biblioteca de Rescate. Sevilla: Renacimiento. p. 427. ISBN 84-8472-157-4. Consultado el 20 de diciembre de 2010.
- Bayo, Ciro (2005).  Alicia Redondo y Tatiana Boal, ed. Obras Completas. Madrid: Fundación José Antonio de Castro. ISBN 8496452077. Archivado desde el original el 3 de septiembre de 2011. Consultado el 20 de diciembre de 2010.
- Bayo, Ciro (2010). Las bodas de Quiteria. Episodio lírico cervantino en un acto y tres cuadros. Prólogo de Jesús Blázquez. Madrid: Ediciones 98. p. 122. ISBN 978-84-935894-8-6. Archivado desde el original el 18 de enero de 2011. Consultado el 20 de diciembre de 2010.
- Bayo, Ciro (2010). De Barcelona a La Habana. Madrid: Ediciones 98. p. 144. ISBN 978-84-938221-2-5.